# Chittagong Stock Exchange
Die Chittagong Stock Exchange (CSE) (bengalisch চট্টগ্রাম স্টক এক্সচেঞ্জ) ist eine Börse mit Sitz in der Hafenstadt Chittagong, Bangladesch. Es ist neben der Dhaka Stock Exchange eines der beiden Finanzzentren des Landes. Die 1995 gegründete Börse befindet sich im Geschäftsviertel Agrabad in der Innenstadt von Chittagong. Im Jahr 2020 hatte sie eine gesamte Marktkapitalisierung von über 38 Milliarden US-Dollar.

## Mitgliedschaften
Sie ist Mitglied der
- World Federation of Exchanges.[2]
- South Asian Federation of Exchanges
- Sustainable Stock Exchanges Initiative

## Geschichte
- Am 1. April 1995 wurde die CSE als Unternehmen gegründet
- Der 10. Oktober selben Jahres markierte den Handelsbeginn
- 4. November 1995, wurde sie offiziell eröffnet durch die damalige ehemalige Premierministerin Begum Khaleda Zia
- 30. Mai 2004 wurde ein Internetbasiertes Handelssystem eröffnet
- Am 8. Juli 2015 führte die CSE ein neues Markenlogo ein[3]